# Henry Hughes Wilson

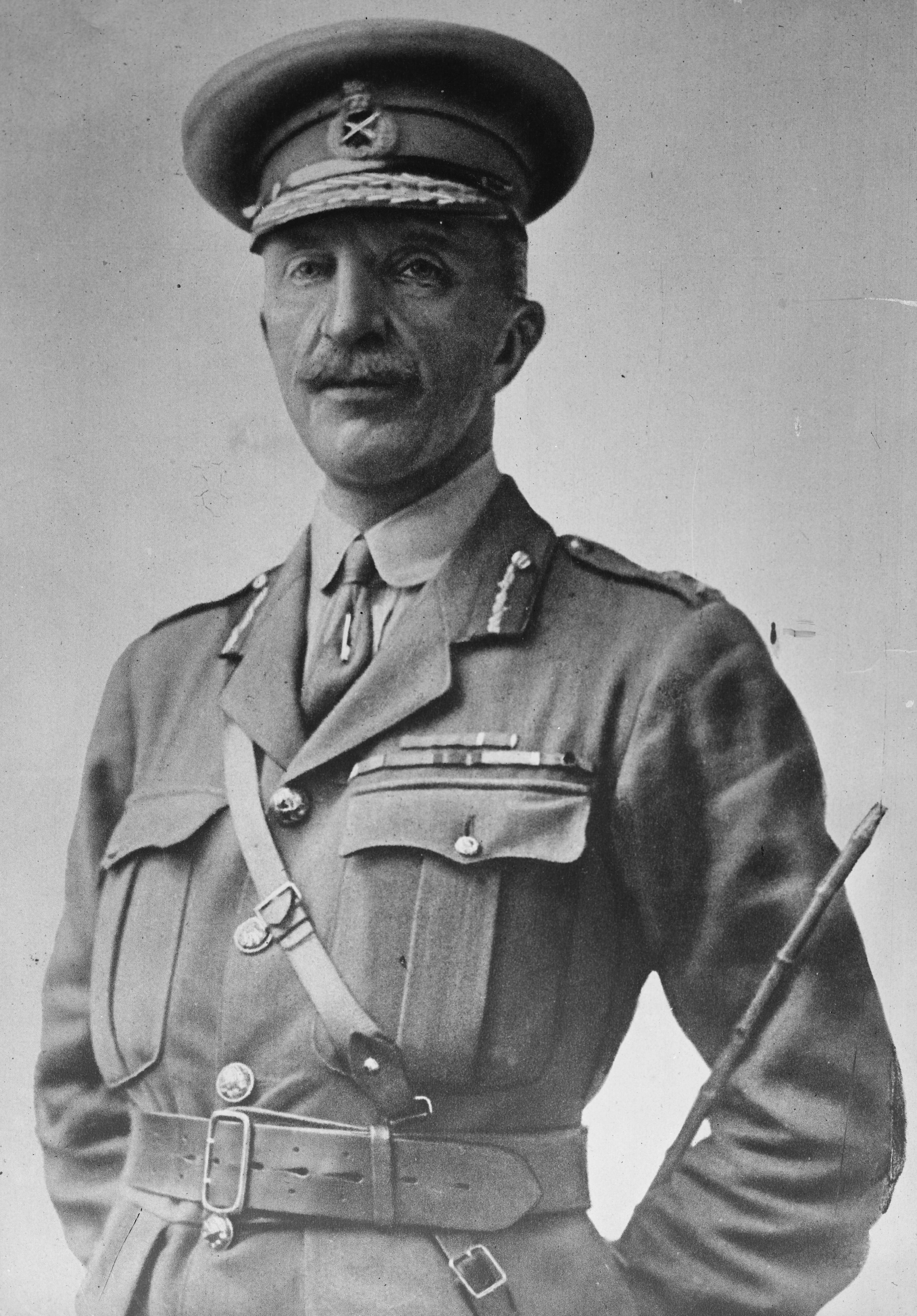
Henry Hughes Wilson

Sir Henry Hughes Wilson, 1. Baronet GCB DSO (* 5. Mai 1864 in Edgeworthstown, Longford, Irland; † 22. Juni 1922 in London) war ein britischer General im Ersten Weltkrieg.

## Leben
Henry Wilson wurde 1864 als zweiter Sohn von James und Constance Wilson geboren, aus dieser Ehe gingen insgesamt sieben Kinder hervor.

### Frühe Militärkarriere
Im Dezember 1882 trat er im 6nd Bataillon der Longford-Milizbrigade ein und wurde danach bei den 5th Munster Fusiliers ausgebildet. Im Juli 1884 wurde er in das Royal Irish Regiment versetzt, mit welchem er im Frühjahr 1885 nach Burma ging. Beim Einsatz gegen Aufstandsgruppen im Arakan Hochland wurde er am 5. Mai 1887 über dem linken Auge verletzt und leicht entstellt. Die Wunde heilte nur schlecht, nach sechsmonatigem Aufenthalt in Kalkutta, kehrte er 1888 für ein ganzes Jahr lang nach Irland zurück. Am 3. Oktober 1891 heiratete er Cecil Mary Wray, die Ehe blieb kinderlos.
Henry Wilson diente im Burenkrieg (1899–1901) unter General Redvers Buller und nahm an der Abwehr der burischen Invasion in Natal teil. Am 1. September 1900 wurde Wilson Sekretär unter stellvertretender Generaladjutant von Lord Roberts. Hier kam er mit den späteren Offizieren Kapitän Kerry, Heribert Wake, Walter Cowan und Archibald Murray in engeren Kontakt.
1901 nach England zurückgekehrt, leistete er unter dem Generalquartiermeister Hamilton neun Monate lang Dienst in der Personalabteilung im Kriegsministerium und wurde im Dezember 1901 zum Major ernannt. Im Januar 1907 folgte seine Beförderung zum temporären Brigadegeneral, gleichzeitig wurde er Vorstand der britischen Generalstabsschule  (Staff College) in Camberley.
Im Jahr 1910 wurde er Kanzleichef für militärische Operationen im Kriegsministerium. Als Direktor dieser Abteilung arbeitete er bald eng mit dem französischen General Ferdinand Foch zusammen, mit dem er sich erstmals im Dezember 1909 traf. Im Zuge der Heeresreformen, welche der Kriegsminister, Richard Haldane einleitete, konnte er diesen im November 1907 davon überzeugen, das Staff College auszubauen, um für die neuen Territorialdivisionen über genug ausgebildete Stabsoffiziere zu verfügen.
Während der Zweiten Marokkokrise reiste er nach Paris und führte am 19. Juli 1911 klärende Gespräche mit dem französischen Kriegsminister Adolphe Messimy und General Dubail für den drohenden Kriegsfall mit dem Deutschen Reich. Im September 1912 besuchte er in Warschau Oberst Alfred Knox, den britischen Militärattaché in Russland, der ein Treffen mit dem russischen General Jakow Schilinski in Sankt Petersburg vermittelte.
Wilson besuchte 1913 Frankreich siebenmal, im August begleiteten ihn die Generale French und Grierson zur Beobachtung der französischen Truppenmanöver bei Chalons. Im September folgte im Zuge der Übungen des XX. Korps ein Besuch bei Foch in Nancy. Unklar blieb Wilsons politische Parteinahme bei den schwellenden Separationsbestrebungen in Irland. Über seinem Bruder Jemmy war er aber bereits April 1913 über Pläne der dortigen Unionisten eingeweiht, die vorsahen, eine provisorische Regierung in Ulster zu bilden. Im November 1913 wurde er zum Generalmajor befördert. Während der Julikrise 1914 war Wilson in erster Linie mit dem scheinbar unmittelbar bevorstehenden Bürgerkrieg in Irland (vgl. Curragh-Vorfall) beschäftigt. Er war zumindest Ende Juni gegen das Ansinnen von General Charles Douglas, sofort militärisch in Irland zu intervenieren, und suchte den Ausgleich.

### Im Ersten Weltkrieg
Mit Ausbruch des Ersten Weltkrieges wurde Wilson im August 1914 Großbritanniens Hauptverbindungoffizier zur französischen Armee unter General Joffre. Sein Drängen bewegte General John French, dem Führer des British Expeditionary Force, nach dem Rückzug zur Seine, die französische Gegenoffensive an der Marne (6. September) wieder mit allen Kräften zu unterstützen. Nach dem Scheitern der Herbstoffensive nahm Wilson an der Konferenz der Verbündeten von Chantilly (6.–8. Dezember 1915) teil, zusammen mit Murray und Robertson vertrat er die Position Englands. Wilson arbeitete in London im Einvernehmen mit dem Kriegsminister David Lloyd George, der im Dezember 1916 seine Wahl zum Premierminister erreicht hatte. Die beiden Männer standen seit der Schlacht an der Somme, der Operationsführung des neuen Oberkommandierenden der britischen Truppen in Frankreich, Sir Douglas Haig, kritisch gegenüber. Die schlechte Zusammenarbeit mit dem neuen französischen Generalstabschef Pétain veranlasste Wilson, im Mai 1917 nach Großbritannien zurückzukehren.

### Chef des Imperialen Generalstabes
Am 19. Februar 1918 wurde Henry Wilson von Premierminister Lloyd George zum Chef des Imperialen Generalstabes (CIGS) ernannt, er blieb damit dessen wichtigster militärischer Berater im letzten Jahr des Ersten Weltkrieges.
Nach den Erfolgen der deutschen Michael-Offensive trat Wilson am 26. März auf der Konferenz von Doullens dafür ein, dass Foch zum alliierten Oberbefehlshaber ernannt wurde. Nach dem Einsetzen der neuen deutschen Offensive an der Lys in Flandern begab sich Wilson am 10. April nach Paris und warnte Ministerpräsident Clemenceau vor dem drohenden Verlust der Marinestützpunkte am Kanal. General Pétain hatte darauf eilig französische Reserven unter General de Mitry zur Unterstützung der Flandernfront freigegeben.

### Nachkriegszeit
Wilson wurde am 17. Dezember 1918 als Knight Grand Cross des Bath-Ordens (GCB) in den persönlichen Adelsstand erhoben. Im Juli 1919 wurde er Feldmarschall und als Baronet, of Currygrane in the County of Longford, in den erblichen Adel erhoben. Im Februar 1920 wollte Willsons das britische Engagement in Mesopotamien im Zuge des Irakischen Aufstandes verringern, ihm erschien die Besetzung des ganzen Landes nicht als zweckmäßig, um Großbritannien die dortigen Ölfelder zu sichern.
Am 19. Februar 1922 übergab er seinen Posten als CIGS an den Earl of Cavan und zog sich vollständig aus der Armee zurück. Er wurde als Mitglied der Konservativen in das Unterhaus gewählt. Sir Henry Wilson wurde von Mitgliedern der Irish Republican Army im Juni 1922 in London erschossen; Reginald Dunne und Joseph O’Sullivan wurden später wegen Mordes verurteilt und am 10. August 1922 gehängt.
Seine Ermordung wurde in der Fernsehserie Peaky Blinders aufgegriffen: Hier ist es die Hauptfigur, die die tödlichen Schüsse abfeuert.